# Drakkar
Un drakkar (también  llamado långskip; en español, «barco largo») es una embarcación de casco trincado que data del período comprendido entre los años 700 y 1000. Fue utilizado por los escandinavos   y vikingos en sus incursiones guerreras tanto costeras como del interior. Fueron el mayor exponente del poderío militar de los escandinavos, que los consideraban como su más valiosa reliquia. En las islas Lofoten (Noruega), algunos barcos de pesca aún siguen fabricándose siguiendo las mismas técnicas.

## Origen del nombre
La palabra drakkar es una transformación francesa (Augustin Jal 1840) de un moderno término sueco en plural drakar «dragones», el antiguo término islandés dreki fue usado para designar el dragón. A las embarcaciones conocidas como drakkar se las ha llamado así debido a que a menudo el mascarón de proa consistía en la representación de la cabeza de estas bestias fabulosas. Se llamó por tanto drakkar a estas embarcaciones por metonimia de una de las partes que las constituían. En los antiguos escritos islandeses se cita que las leyes paganas prohibían el uso de esas cabezas cuando salían a la mar, pero que, si se hacía la pieza, debía ser desmontable, de manera que se quitase al acercarse a la costa de nuevo para evitar que los landvættir (espíritus protectores de la tierra) se vieran intimidados.
«Dragón», en singular, era dreki; en plural, drekar, de manera que drakkar es deformación de lo que significaba «dragones», «mascarones», o bien «barcos».

## Descripción

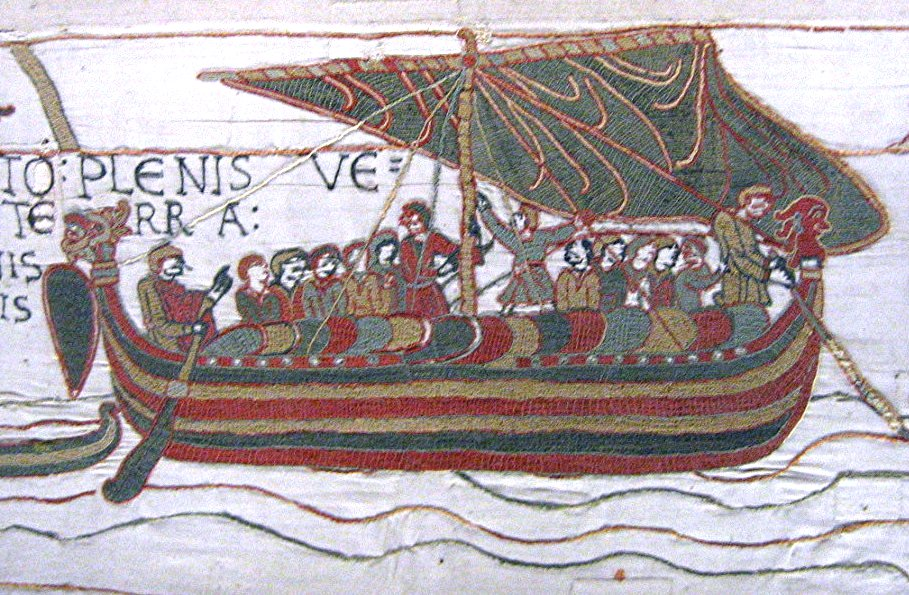
Drakkar según el tapiz de Bayeux. La imagen corresponde al reinado de Guillermo el Conquistador y su campaña de conquista de Inglaterra. Se observan algunas diferencias con los drakkar originales, la más importante son los escudos ovalados en el interior de la nave, en lugar de los clásicos redondos colgados en el exterior.

Las principales fuentes de información disponibles sobre navegación vikinga proceden de las crónicas contemporáneas y sagas nórdicas: unas históricas, códices de leyes o textos morales (Íslendingabók, Landnámabók, Gragás y Konungs skuggsjá); sagas (saga Grœnlendinga y saga Orkneyinga); o poesía escáldica (Hafgerðingadrápa) que ofrecen en su conjunto una rica fuente de detalles sobre diferentes tipos de naves, nombres, construcción, naufragios, estaciones apropiadas para navegar, marinería, técnicas de navegación y condiciones climáticas en el Atlántico Norte. El problema que une todas estas obras es que relatan conceptos de los siglos IX al XI y fueron escritos hacia el siglo XIII, cuando la línea de ficción y realidad era prácticamente inexistente.
Los drakkars eran embarcaciones largas, estrechas, livianas y con poco calado, con remos en casi toda la longitud del casco. Versiones posteriores incluían un único mástil con una vela rectangular que facilitaba el trabajo de los remeros, especialmente durante las largas travesías. En combate, la variabilidad del viento y la rudimentaria vela convertían a los remeros en el principal medio de propulsión de la nave.
Casi todos los drakkars eran construidos sin utilizar cuadernas. Utilizaban el método de casco trincado, superponiendo planchas de madera unas a otras y para tapar las juntas de unión entre las planchas se utilizaba musgo impregnado con brea. El reducido peso del drakkar y su poco calado hacían posible que navegara por aguas de solo un metro de profundidad, lo que posibilitaba un rápido desembarco e incluso el transportar la embarcación por tierra. 
En su origen estas embarcaciones no tenían quilla, la que no se impuso hasta el siglo VII para ofrecer mayor estabilidad durante la navegación. También inventaron un ingenioso timón que estaba fijado a estribor.

## Construcción

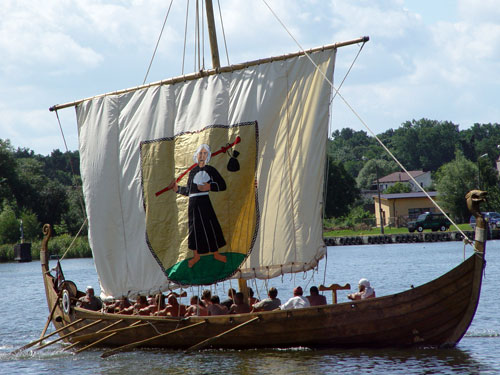
Una réplica moderna de un barco vikingo. Esta drakkar es del tipo snekkja.

Eran de madera, las mejores pistas sobre las técnicas de construcción de los drakkars provienen de los barcos fúnebres. En la sociedad vikinga era común que los reyes fuesen incinerados junto con su drakkar y sus más valiosas posesiones. El barco funerario de Oseberg en Noruega y el drakkar anglosajón de Sutton Hoo en Inglaterra son buenos ejemplos.

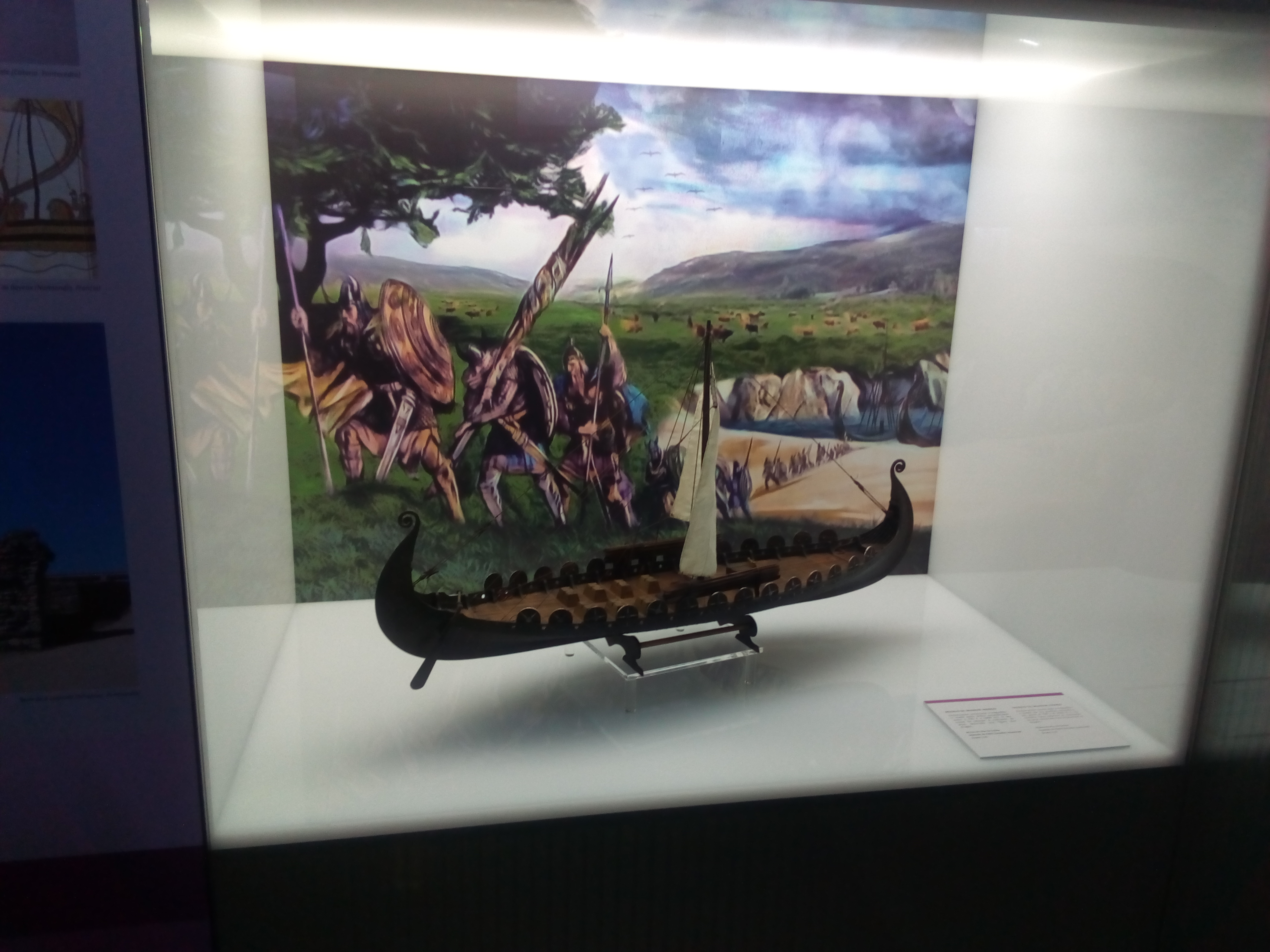
Maqueta de un Drakkar expuesta en el Museo del Mar de Galicia en Vigo (España).

Los drakkars eran extraordinariamente estrechos en relación con su longitud, sobre todo si los comparamos con los estándares actuales. El mayor drakkar descubierto (en el puerto de Roskilde) tiene 35 m de eslora, y el encontrado en el puerto de Hedeby tiene la mayor relación longitud/anchura: 11,4 a 1. Sin embargo, embarcaciones más recientes, optimizadas para la navegación, tenían ratios más bajos, a menudo de 1 a 7 o incluso de 1 a 5.
En contraste, los barcos escandinavos dedicados al comercio, llamados knarrs, tenían mayor calado y eran más anchos para acomodar la carga; para navegar dependían mucho más de las velas. Es posible establecer una relación similar entre las galeras mediterráneas y los barcos mercantes, más redondeados.
Más tarde se empezaron a utilizar velas rectangulares hechas de lana y reforzadas con cuero. Los drakkars eran muy rápidos y veloces, alcanzando velocidades de 14 nudos. Eran naves con una excelente navegabilidad, pero, al ser esencialmente embarcaciones abiertas, no eran muy habitables. Sin embargo, esto no impidió a los primeros exploradores escandinavos descubrir y asentarse en Islandia, Groenlandia e incluso llegar hasta Terranova (Vinland).

## Tipos de barcos

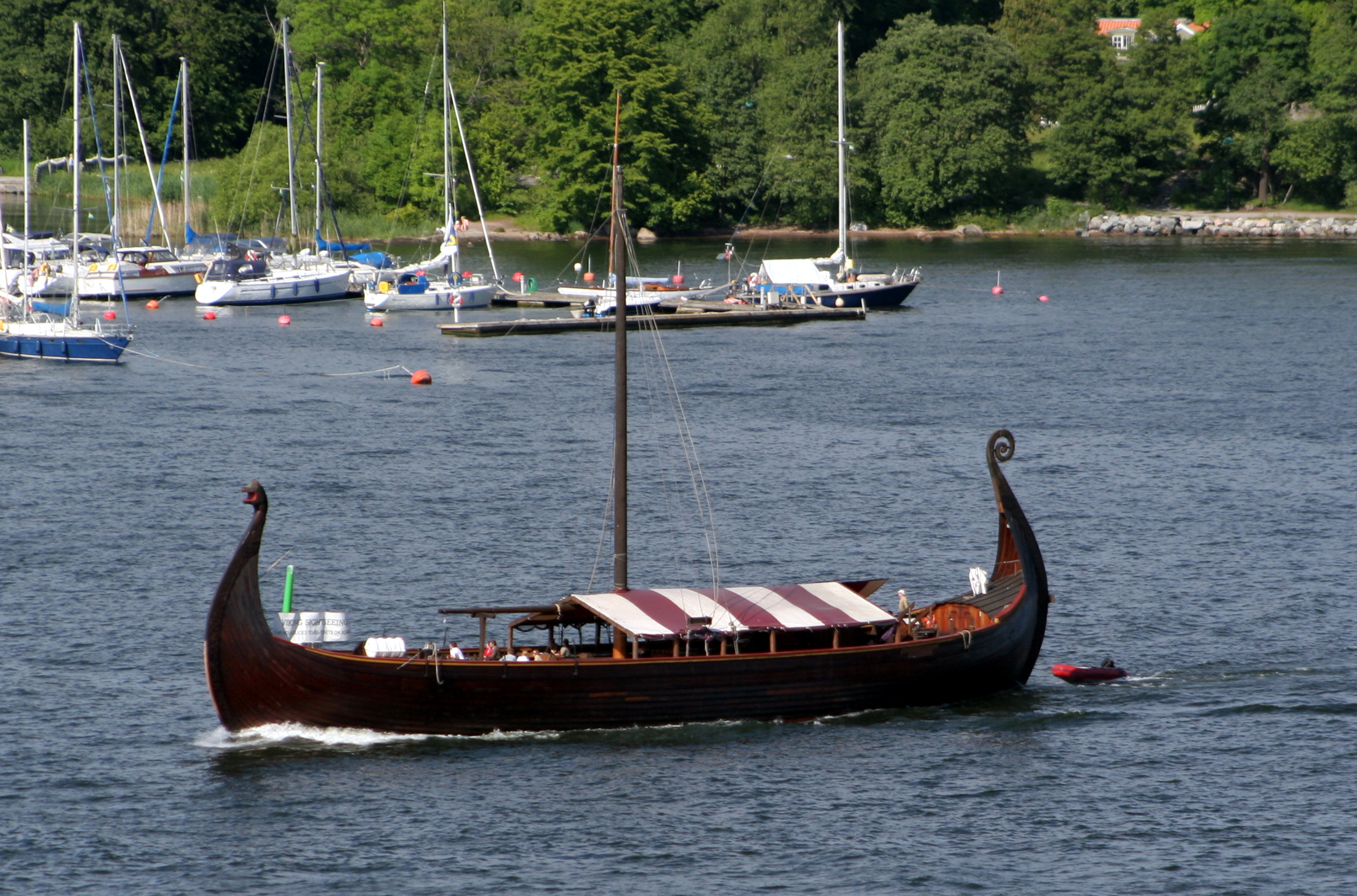
Réplica de drakkar navegando en aguas de Estocolmo.

Los drakkars pueden clasificarse en varios tipos en función del tamaño, de los detalles constructivos y de su prestigio/categoría.

### Snekkar(snekkja)
El snekke era el barco de guerra por excelencia. Un snekke típico podía tener unos 17 m de eslora, una manga de 2,5 m y un calado de solo 0,5 m. Su tripulación se compondría de unos 25 hombres.
El snekke continuó evolucionando tras el fin de la época vikinga. Los últimos snekkar noruegos eran más grandes y pesados que los barcos de la época vikinga.

### Langskip
Eran barcos de prestigio, tan grandes como les permitía su quilla. Sus dimensiones eran variadas y no fue un tipo de barco demasiado frecuente. El Vikingeskibsmuseet tiene un barco dragón de 30 m de eslora, 3,9 m de manga y 0,9 m de puntal. Llevaría entre 61 y 121 hombres, según si utilizaba uno o dos por cada remo.

### Knarr
El knarr era la versión comercial del drakkar, especialmente construido para todo tipo de carga incluido tropas si era necesario, ganado y comercio de thralls (esclavos).

## Drakkarsfamosos
Ormen LangeEl Ormen Lange (la Gran Serpiente) era el drakkar más famoso del rey vikingo Olaf Tryggvason (Olaf I de Noruega).
MoraEl Mora fue el barco que Guillermo el Conquistador recibió como regalo de su esposa Matilde. Fue el buque insignia durante la conquista de Inglaterra.

## Galería

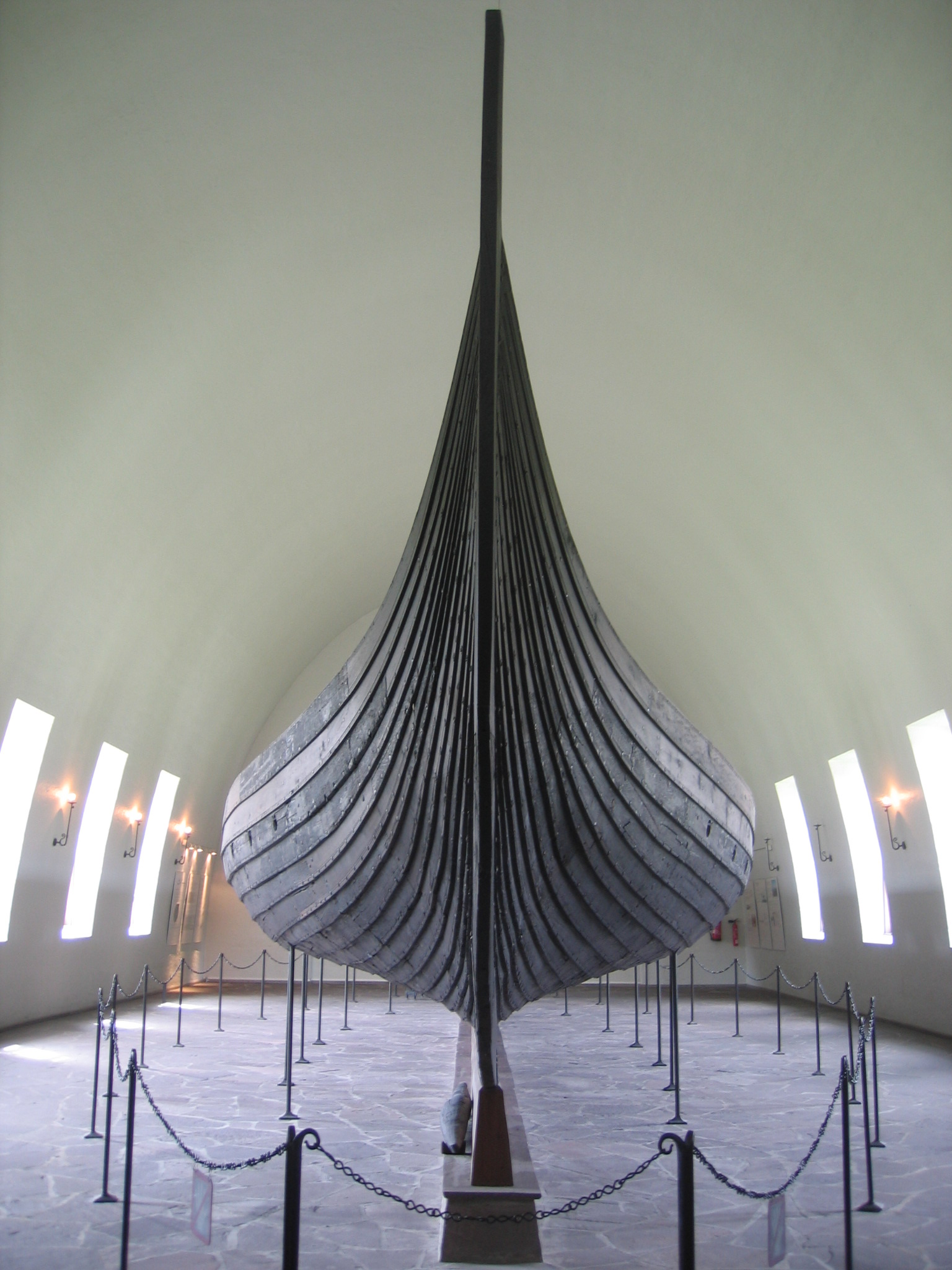
Barco de Gokstad, Museo de barcos vikingos de Oslo, Noruega
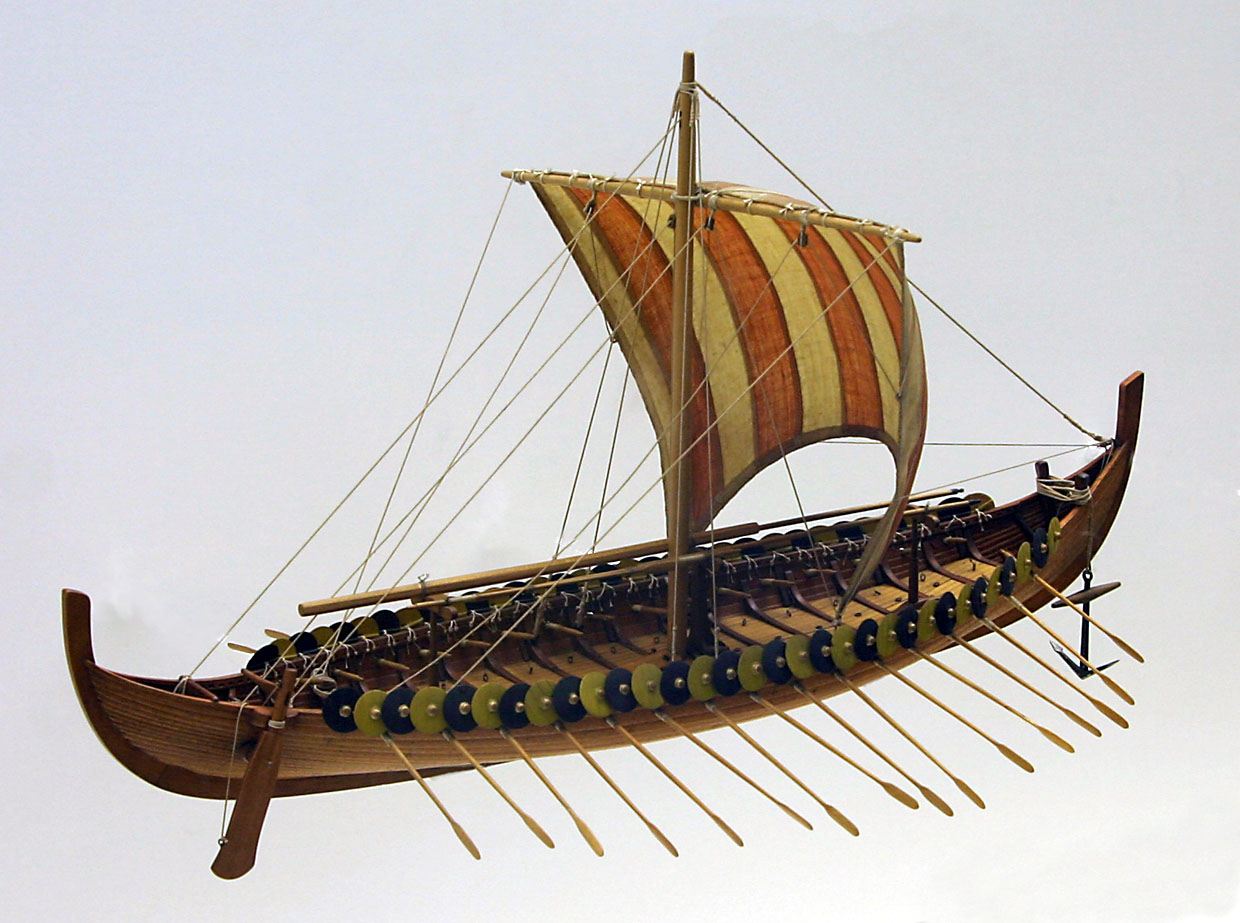
Barco de Gokstad
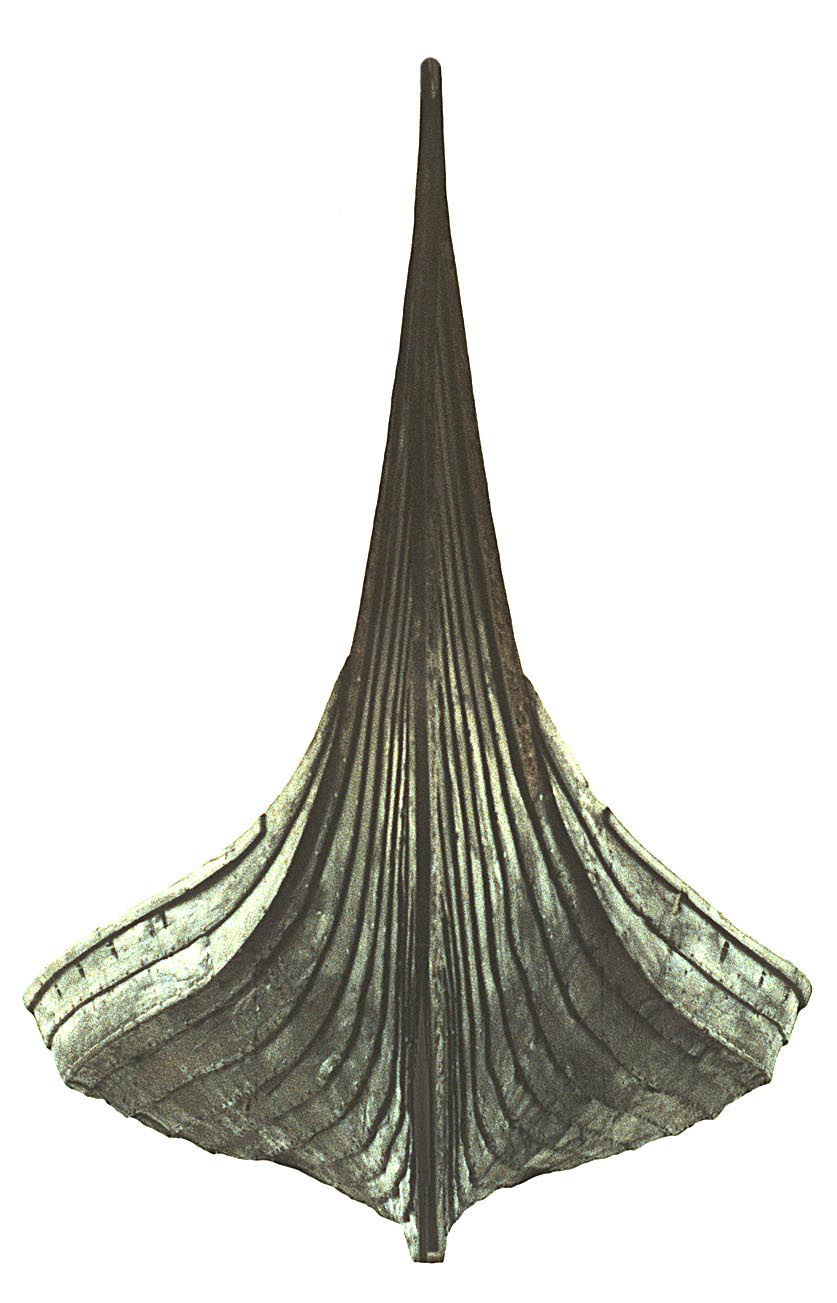
Barco de Oseberg, Museo de barcos vikingos de Oslo, Noruega
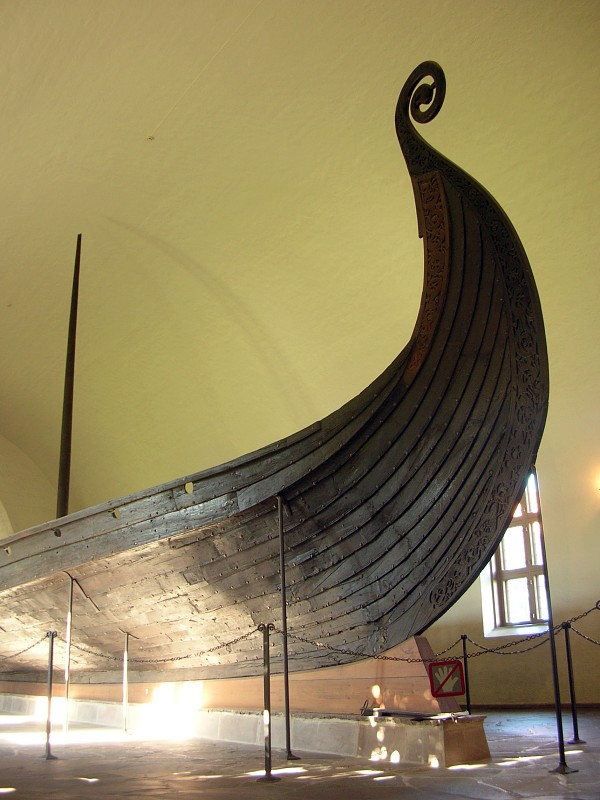
Barco de Oseberg
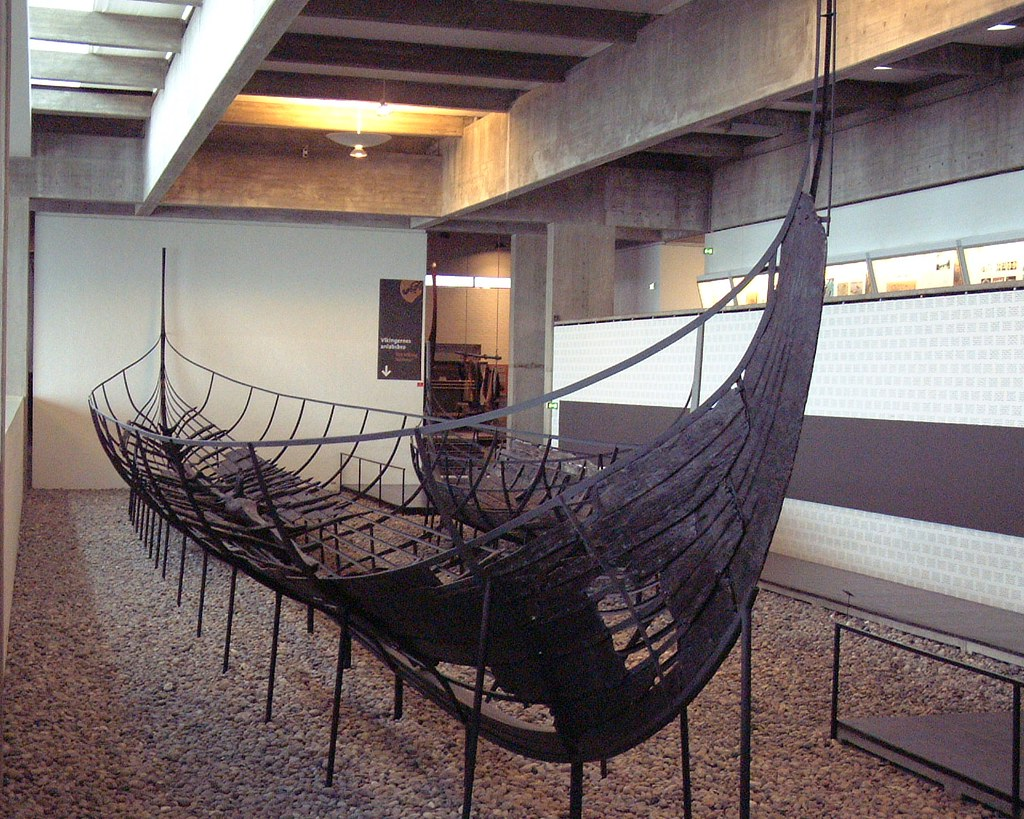
Skudelev II (de los cinco barcos de Skudelev) Museo de barcos vikingos de Roskilde, Dinamarca
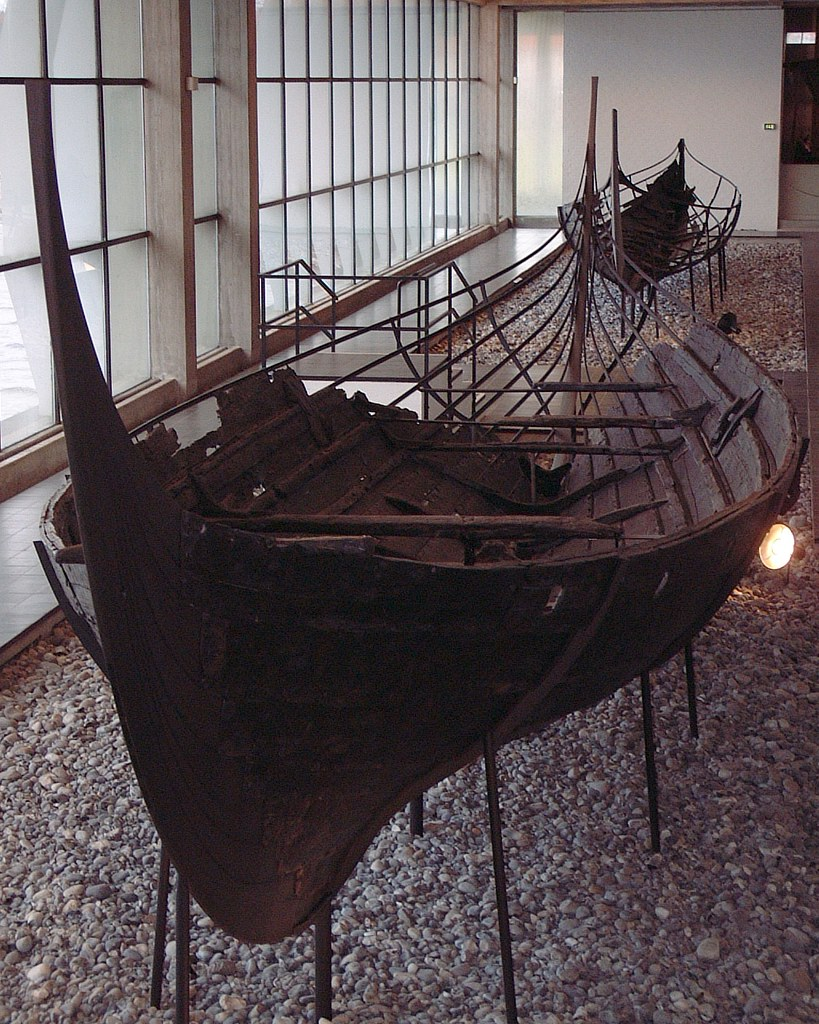
Skudelev III
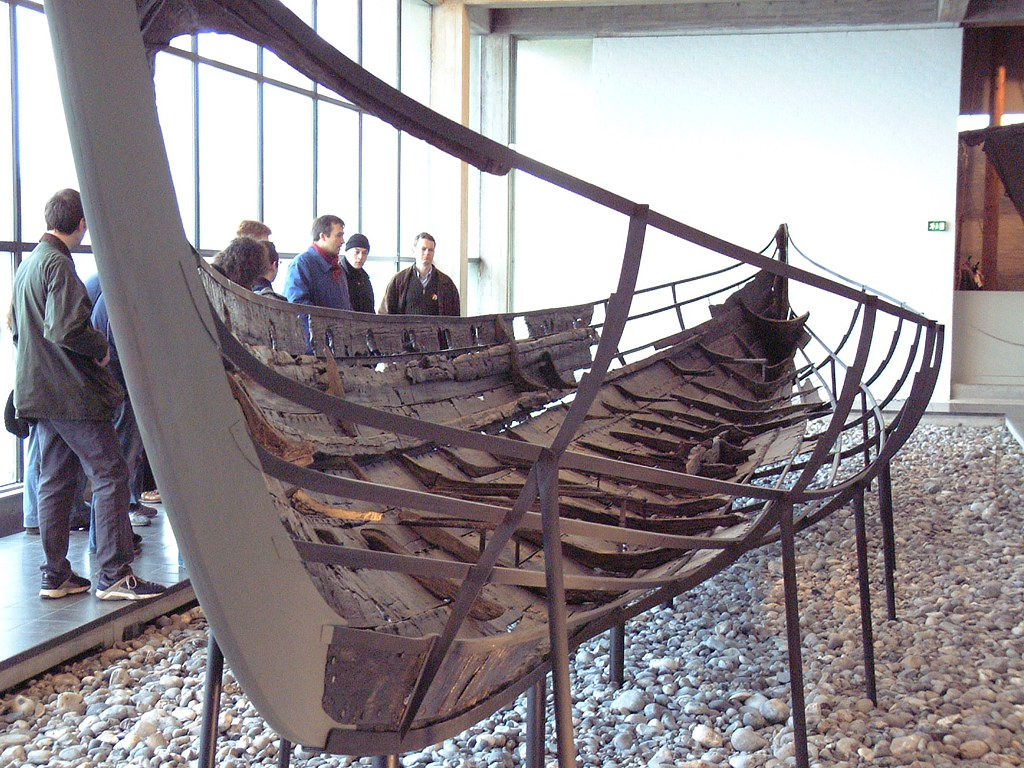
Skudelev V